# Lycksele SK
Le Lycksele SK est un club de hockey sur glace de Lycksele en Suède. Il évolue en Division 1, le troisième échelon suédois.

## Historique
Le club est créé en 1929.

## Palmarès
- Aucun titre.